# ニチエー (小売業)
株式会社ニチエー（英: NICHIE CO.,LTD.）は、広島県福山市に本社を置く日本の小売業者。フジの完全子会社。

## 沿革
- 1959年（昭和34年）3月 - 松永市（現：福山市）今津町で「松永主婦の店」（まつながしゅふのみせ）として創業（その後はスポーツ店になっていたが廃業し空き店舗になっている）。
- 1962年（昭和37年）7月 - 株式会社松永主婦の店と改称。
- 1965年（昭和40年）
  - 7月 - 西町店が開店。
  - 12月 - 東町店が開店。
- 1970年（昭和45年）
  - 2月 - 現行社名（初代）に改称。
  - 4月 - 西桜町店が開店。
  - 10月 - 港町店が開店。
- 1975年（昭和50年）5月 - サントーク店が開店。
- 1977年（昭和52年）10月 - 江南店が開店。
- 1978年（昭和53年）11月 - 福山市神村町に社員寮が建設。
- 1979年（昭和54年）11月 - さんらいず店が開店。
- 1981年（昭和56年）4月 - 東町店が移転し、柳津店として開店。
- 1984年（昭和59年）9月 - 柳津店でPOSシステムを導入。
- 1985年（昭和60年）7月 - 宮浦店が開店。
- 1986年（昭和61年）7月 - さんらいず店の東側にニチエー会館が建設。
- 1987年（昭和62年）11月 - 沼田（ぬた）東店が開店。
- 1988年（昭和63年）10月 - 西宮浦店が開店。
- 1989年（平成元年）10月 - 沼南店が開店。
- 1993年（平成5年）
  - 8月 - 現在地に本部を移転し、併せてPCセンターを開設。
  - 12月 - 瀬戸店が開店。
- 1995年（平成6年）5月 - 西宮浦店をチャレンジャー店に改称。
- 2002年（平成14年）7月 - 沼南店をフードガーデンニチエー沼南店に改称。
- 2003年（平成15年）6月 - フードガーデン新市店が開店。
- 2004年（平成16年）4月 - 瀬戸店をフードガーデンニチエー瀬戸店に改称。
- 2006年（平成18年）8月 - 宮浦店をフードガーデンニチエー宮浦店に改称。
- 2011年（平成23年）10月 - 三原市中之町にフードガーデンニチエー中之町店が開店。
- 2014年（平成26年）4月 - 移動スーパー「とくし丸」を導入。
- 2016年（平成28年）
  - 3月30日 - 尾道市美ノ郷町三成にフードグランニチエー三成店が開店。
  - 4月 - 電子マネーカード「ニチカ」を導入。
- 2017年（平成29年）4月14日 - 広島市南区のエディオン蔦屋家電内にフードグランニチエーEKI CITY広島店が開店。
- 2018年（平成30年）10月31日 - 福山市三吉町にフードグランニチエー三吉店が開店。
- 2020年（令和2年）
  - 3月2日 - 初代法人から会社分割により2代目法人が設立され、株式会社フジ（現:株式会社フジ・リテイリング）による当社株式の取得を開始。同社の子会社となる[1]。
  - 7月1日 - 株式会社フジ（現:株式会社フジ・リテイリング）の完全子会社となる[2]。
  - 7月24日 - 「エフカ」の新規発行受付を開始[2]。
  - 8月17日 - 「エフカ」の利用を開始[2]。
  - 9月17日 - この日をもって「ニチエーカード」・「ニチエー商品券」の利用を終了[2]。
  - 9月18日 - 「フジ商品券」の利用を開始[2]。
  - 12月15日 - この日をもって「ニチエーカード」・「ニチエー商品券」の払戻を終了[2]。
- 2023年（令和5年）10月31日 - ニチエー三吉店の営業を終了し、営業権を親会社の株式会社フジ・リテイリングへ譲渡[3]。

## 店舗

### 過去に存在した店舗

#### 福山市
- サントーク店（三之丸町）
- 西桜町店（西桜町）
- 西町店（今津町）
- 東町店（松永町） ※柳津店に移転・改称
- フードガーデンニチエー新市店（新市町）※2023年5月7日閉店
- 三吉店（三吉町） ※2023年10月31日閉店。営業権をフジ・リテインリングへ譲渡し、同年11月16日に「フジ福山三吉店」として再開業[4]

#### 三原市
- 西宮浦店→チャレンジャー店（宮浦5丁目）
- 港町店（港町）
- フードガーデンニチエー江南店（和田1丁目）※2019年2月15日閉店
- 沼田（ぬた）東店（沼田東町）※2023年5月7日閉店